# Kostel svatého Jana Nepomuckého (Stříbrná Skalice)
Kostel svatého Jana Nepomuckého je filiální kostel barokního slohu ve Stříbrné Skalici. Kostel stojí v dominantní poloze nad obcí. Návrší je přístupné od severu, jinde strmě spadá do údolí Jevanského potoka. Stavba kostela byla zahájena v roce 1730 na místě, kde bývalo hradní nádvoří, ke stavbě byl použit materiál hradních rozvalin. Na západní straně byla ve 2. polovině 18. století přistavěna z poloviny zděná, z poloviny dřevěná zvonice. Hlavní oltář pochází ze druhé čtvrtiny 18. století. V kostele se nachází další dva oltáře, raně barokní oltář svatého Václava z roku 1658 a rokokový oltář svaté Rodiny z roku 1752.
Kostel je chráněn jako kulturní památka.
Od roku 1943 zde působil jako duchovní správce Oto Mádr.
Pravidelné bohoslužby se konají každou druhou sobotu v měsíci v 18 hodin (v létě) nebo v 16:30 (v zimě). Administrátorem je JCLic. PhDr. Mgr. Radim Cigánek.

## Galerie

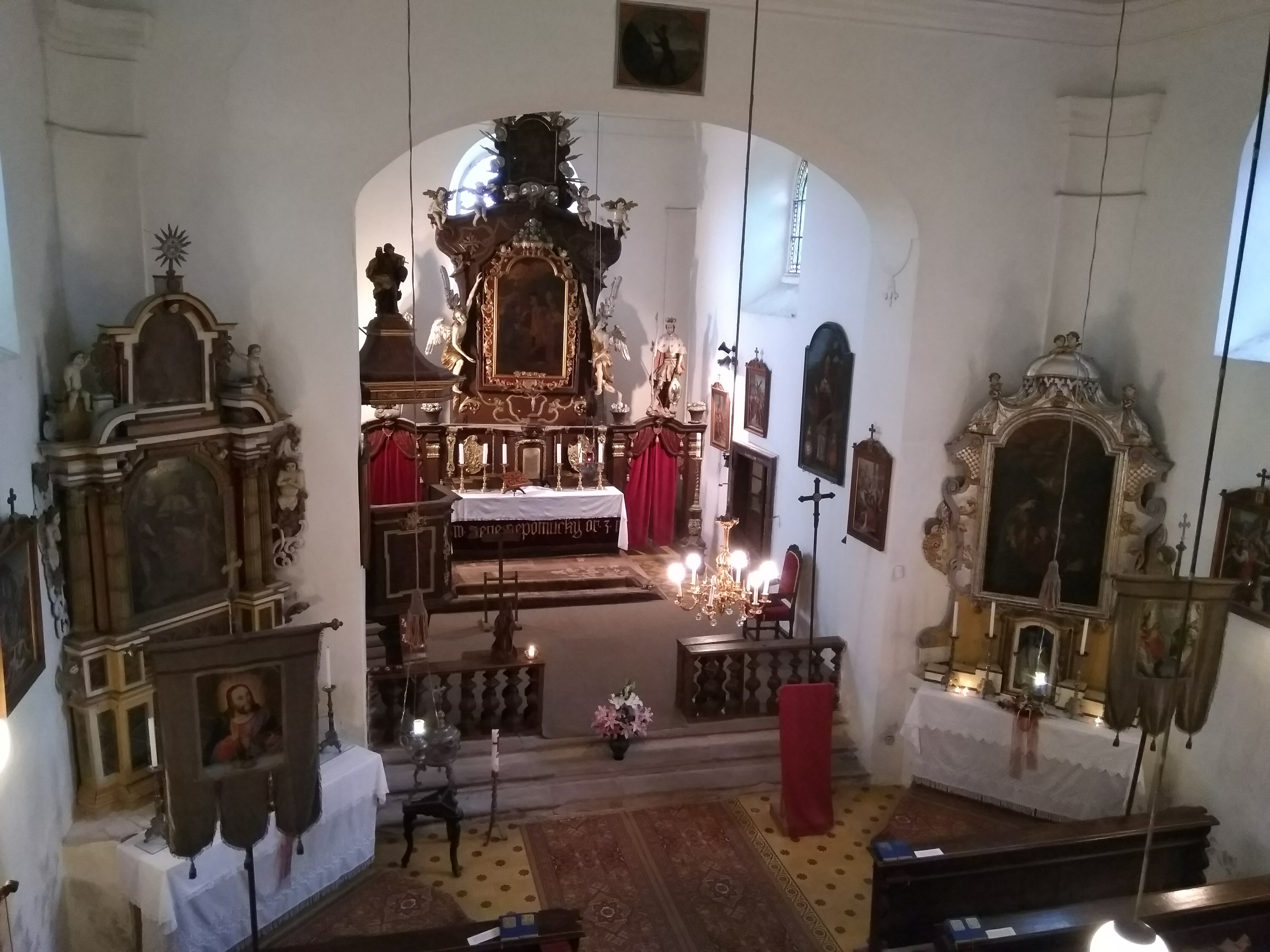
Interiér kostela
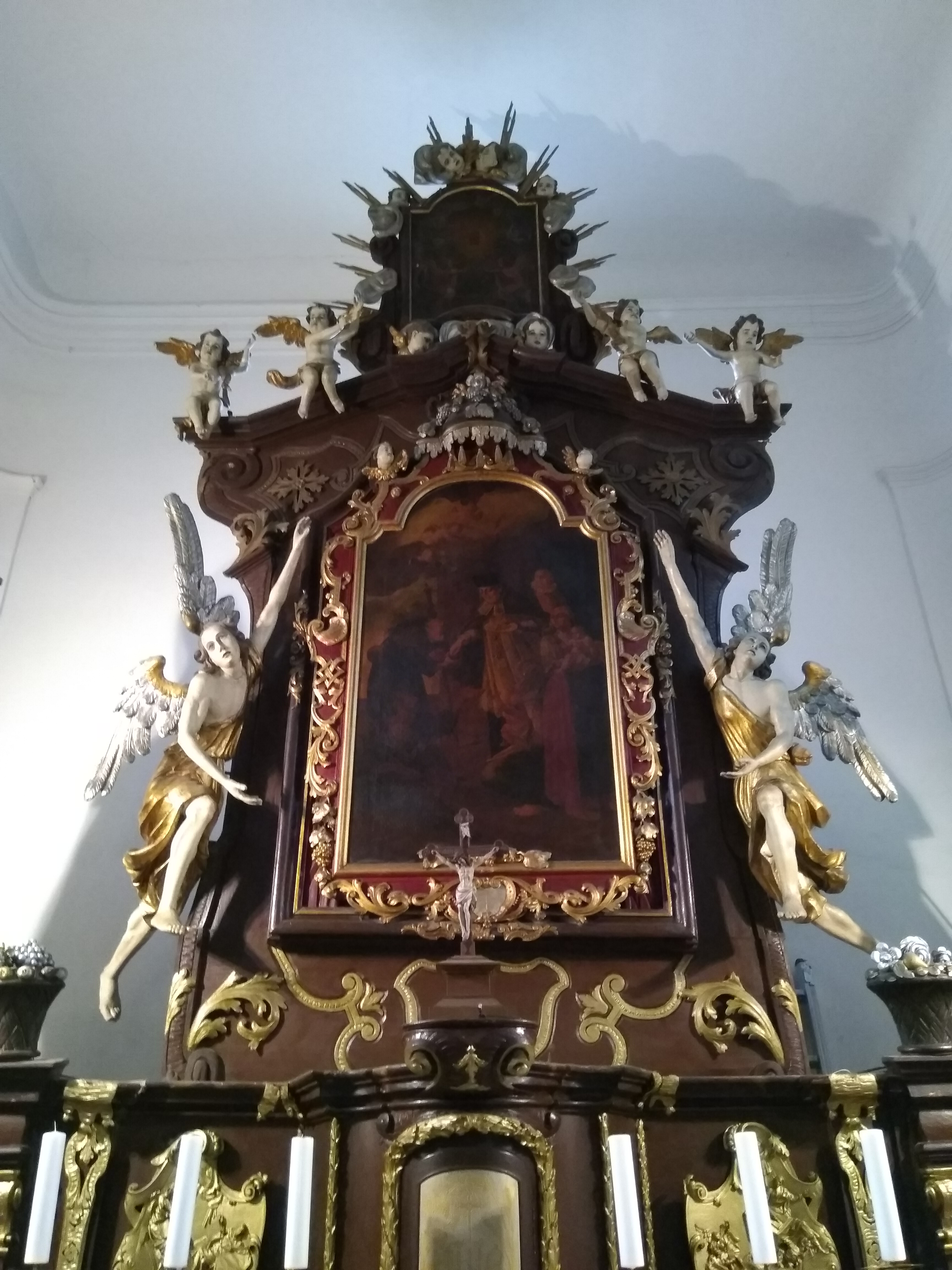
Hlavní oltář
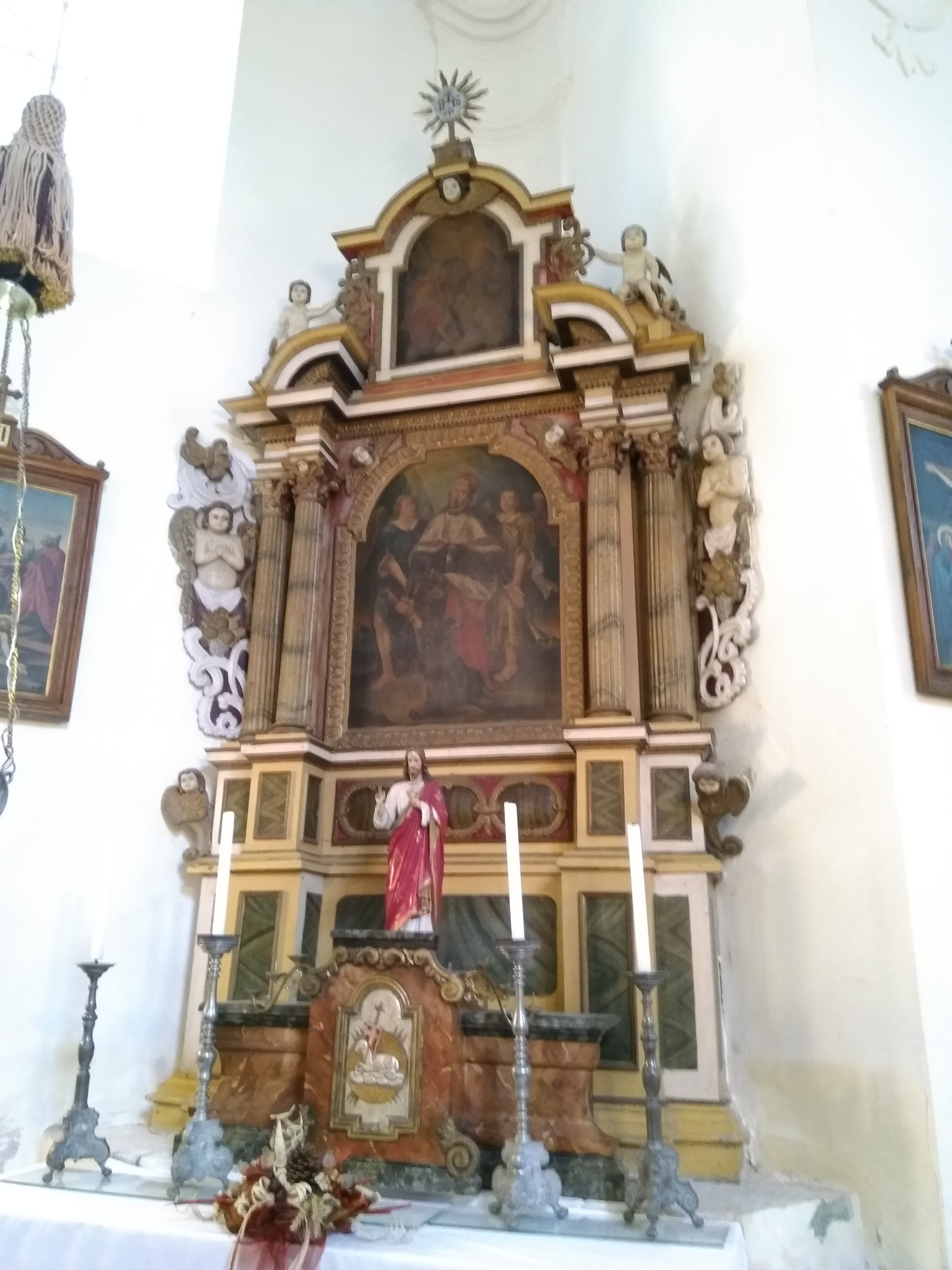
Vedlejší oltář v levé části lodi
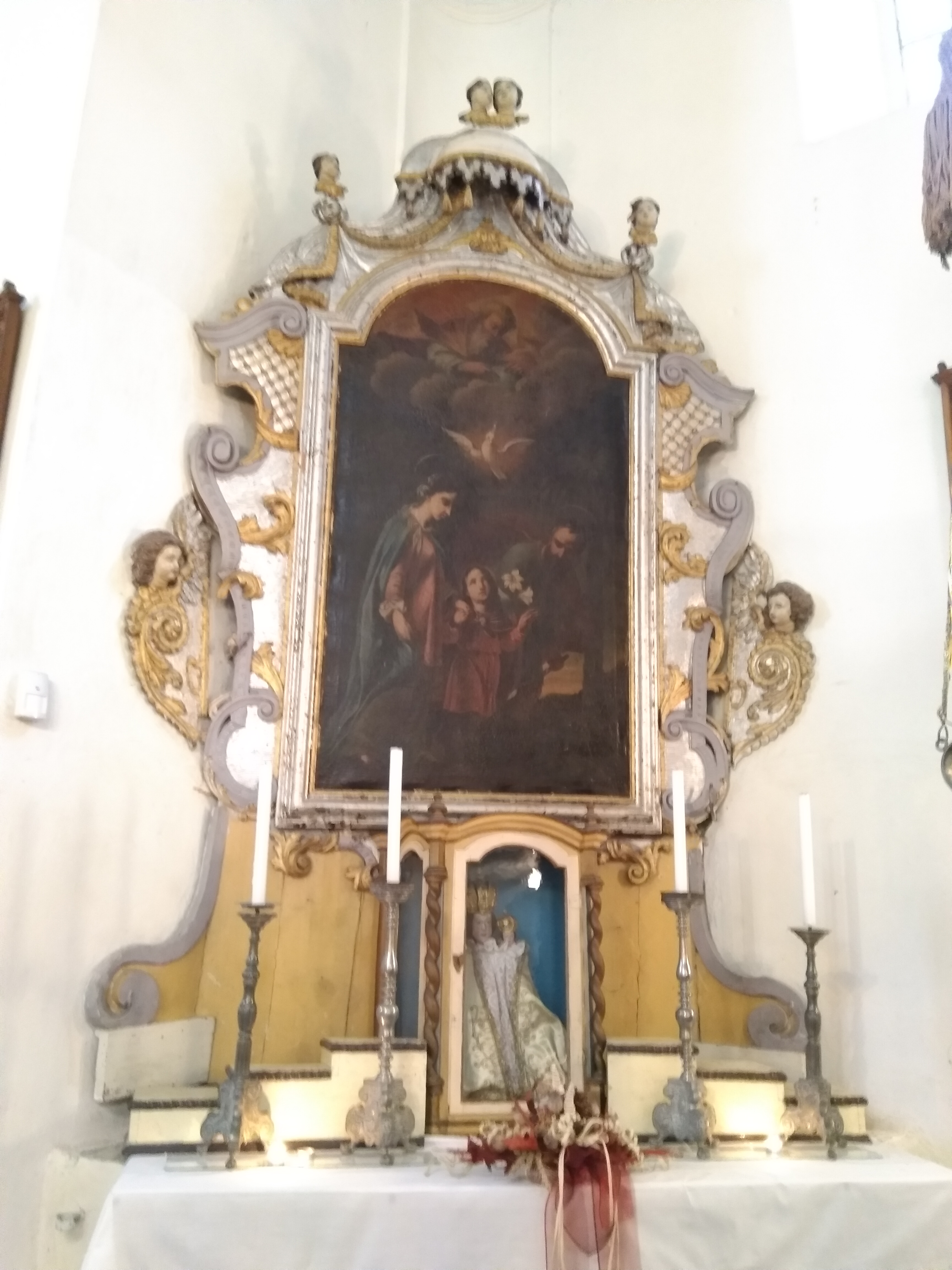
Vedlejší oltář v pravé části lodi
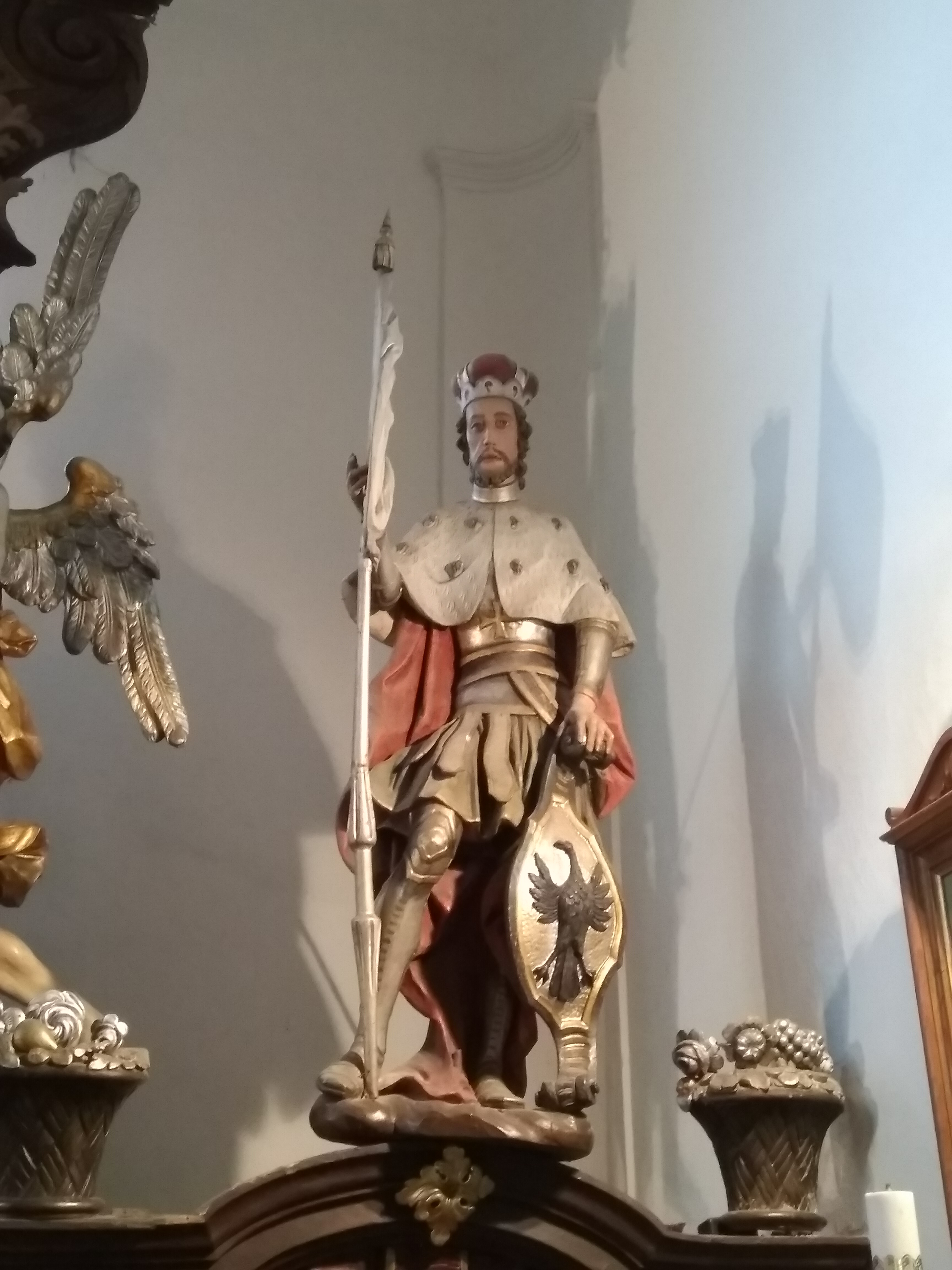
Socha sv. Václava na hlavním oltáři
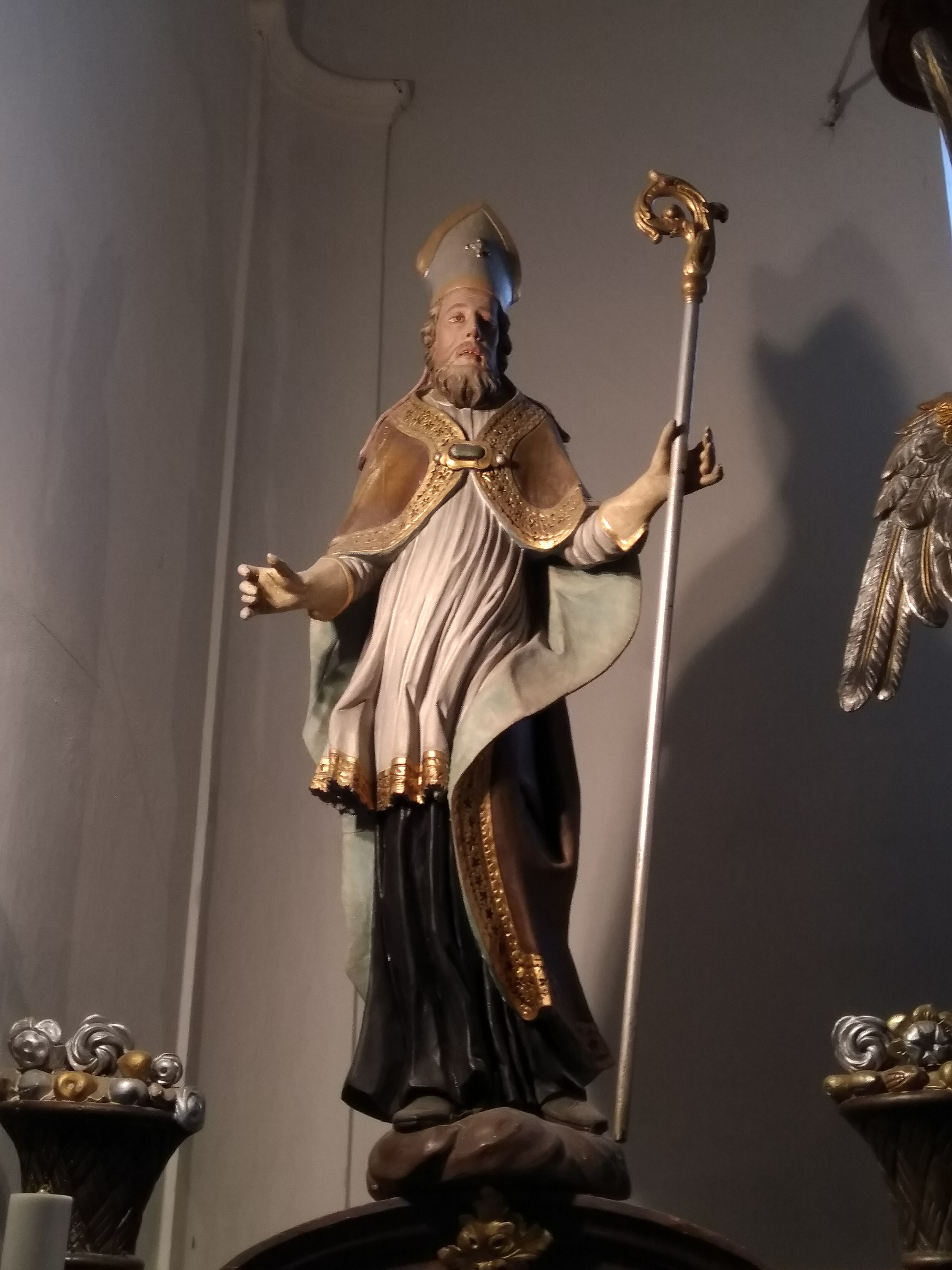
Socha sv. Vojtěcha na hlavním oltáři
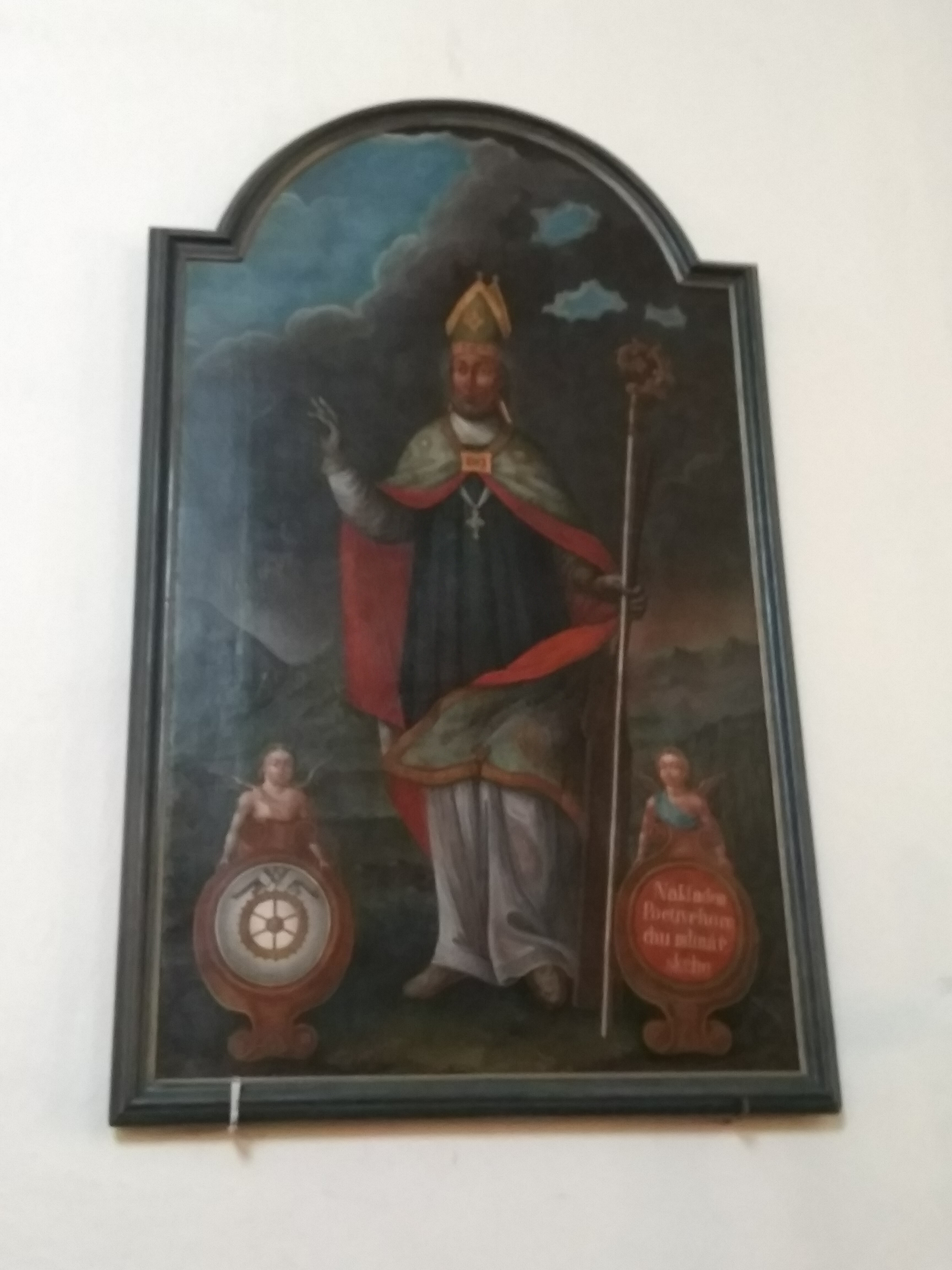
Obraz sv. Vojtěcha v presbytáři, dar od místních mlynářů
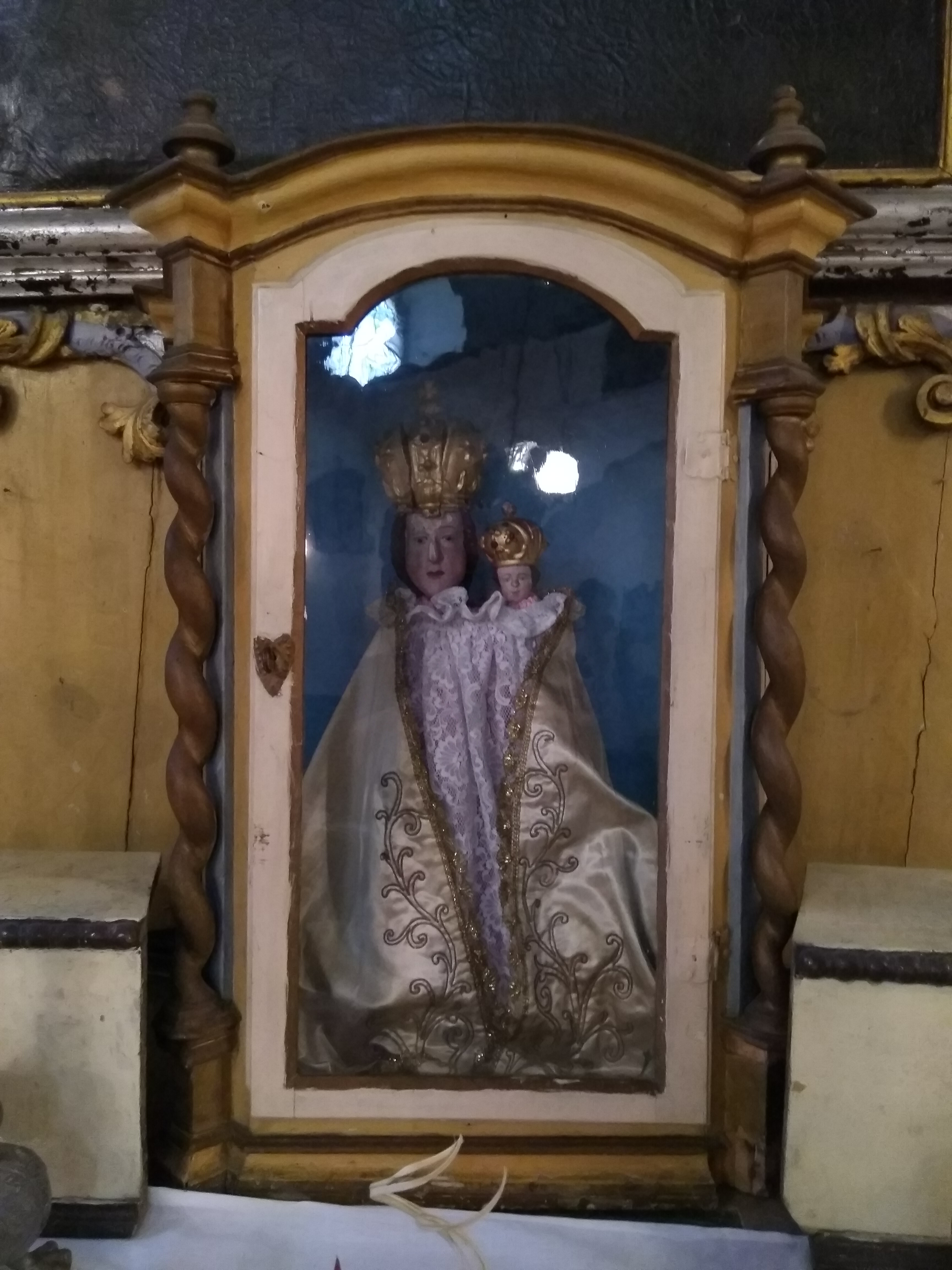
Madona s Ježíškem na vedlejším oltáři vpravo
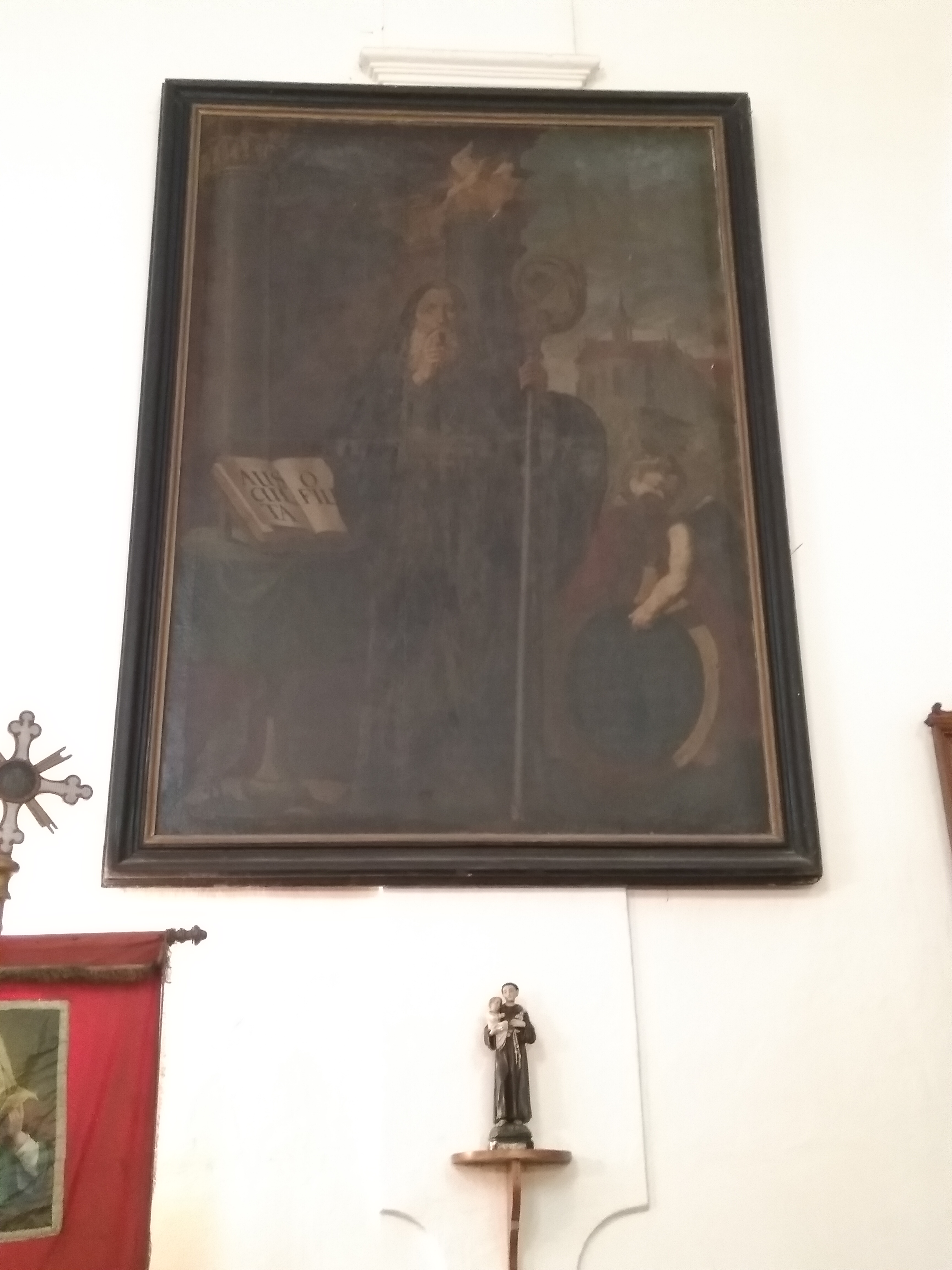
Obraz sv. Benedikta na pravé straně lodi
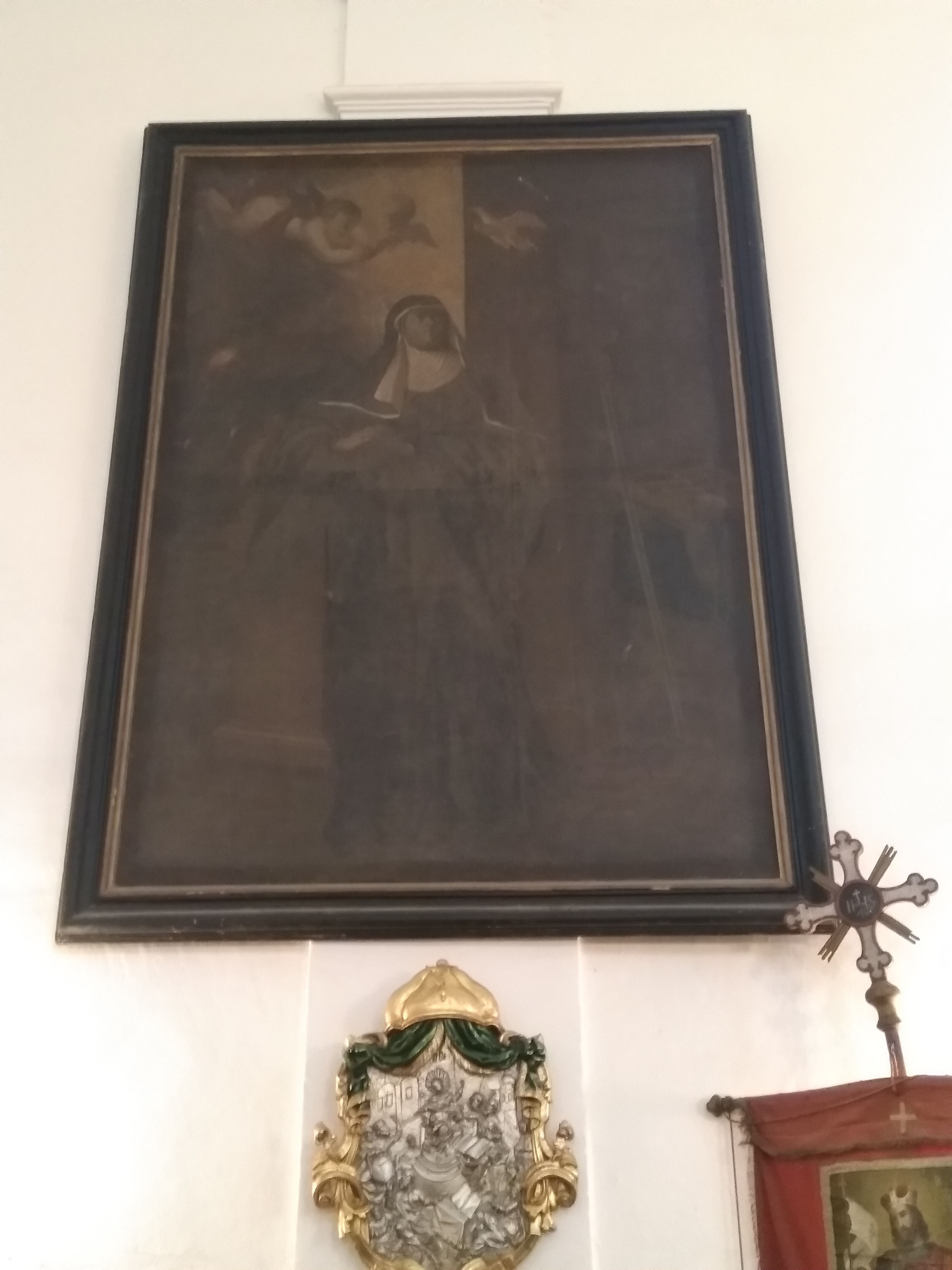
Obraz sv. Scholastiky (sestry sv. Benedikta) na pravé straně lodi
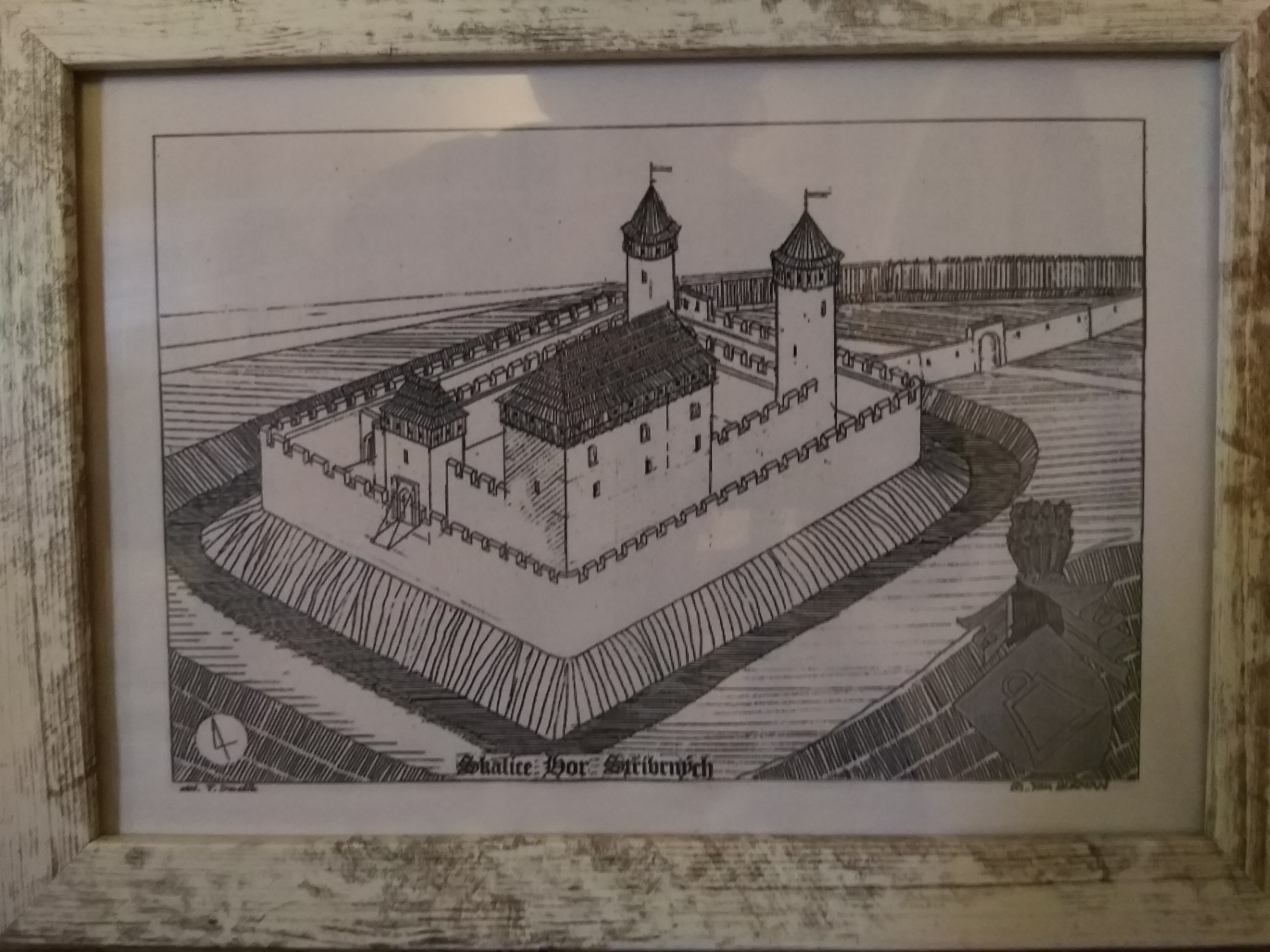
Podoba místního hradu